# Josiah Begole

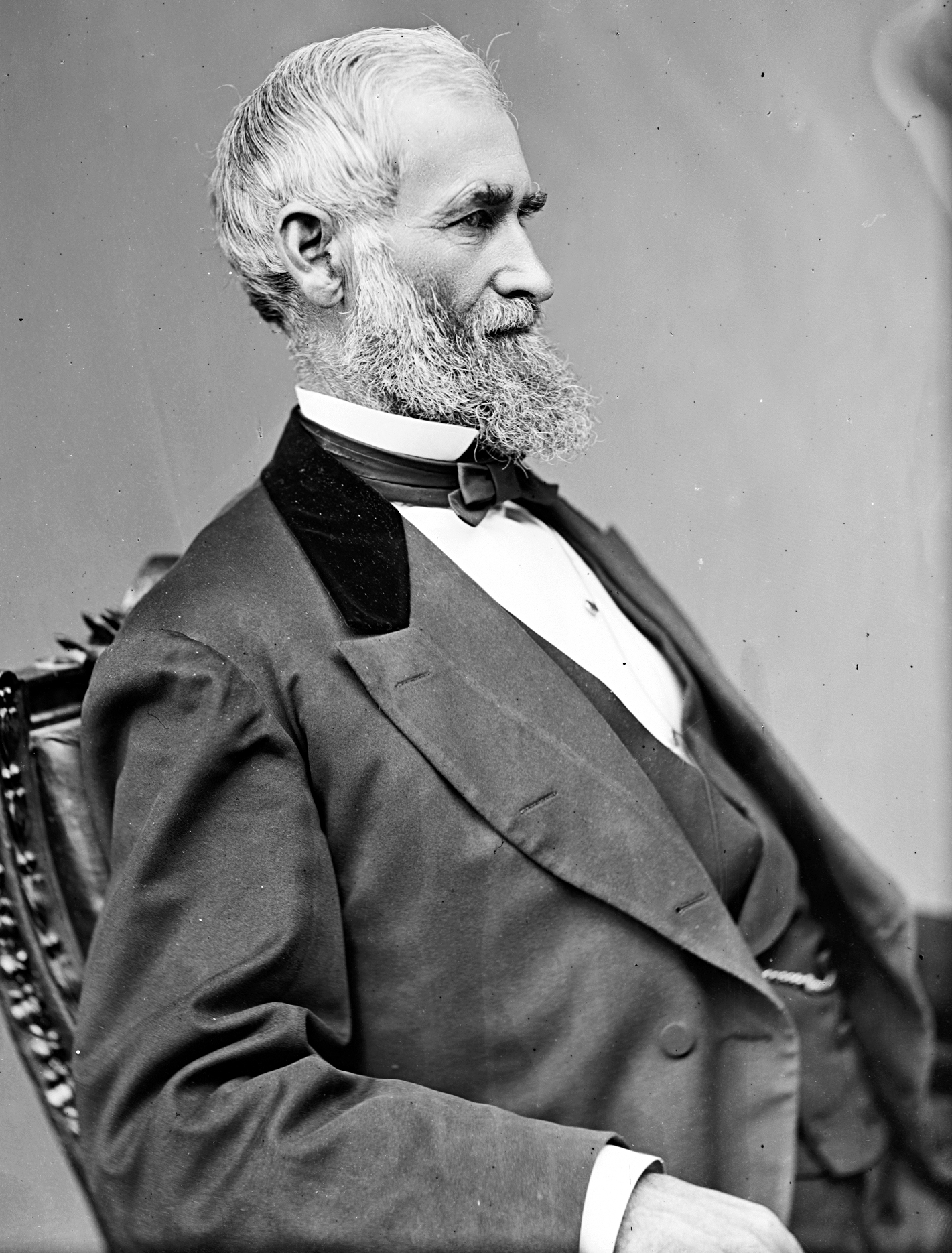
Josiah Begole

Josiah Williams Begole (* 20. Januar 1815 in Groveland, Livingston County, New York; † 5. Juni 1896 in Flint, Michigan) war ein US-amerikanischer Politiker und von 1883 bis 1885 der 19. Gouverneur von Michigan. Diesen Bundesstaat vertrat er außerdem im US-Repräsentantenhaus.

## Frühe Jahre und politischer Aufstieg
Josiah Begole besuchte die Grundschule in Mount Morris und die Temple Hill Academy in Geneseo. Im Jahr 1836 zog er nach Flint in Michigan. Dort arbeitete er zunächst als Farmer und Lehrer. Später stieg er in das Holz- und Bankgeschäft ein. Er wurde außerdem Schulrat, Stadtkämmerer und Friedensrichter.
Begole war ein entschiedener Gegner der Sklaverei. Daher war er 1854 an der Gründung der Republikanischen Partei beteiligt, deren Mitglied er auch für viele Jahre wurde. Zwischen 1856 und 1864 war Begole Kämmerer im Genesee County. Von 1870 bis 1871 saß er im Senat von Michigan. Im Jahr 1872 war er Delegierter zur Republican National Convention, auf der Ulysses S. Grant erneut als Präsidentschaftskandidat nominiert wurde. Zwischen 1873 und 1875 vertrat Begole seinen Staat im Kongress in Washington. Dann hat er sich  mit seiner Partei überworfen. Im Jahr 1882 wurde er als gemeinsamer Kandidat der Demokraten und der Greenback Party zum neuen Gouverneur seines Staates gewählt.

## Gouverneur von Michigan
Begole trat seine zweijährige Amtszeit am 1. Januar 1883 an. Als ehemaliger Republikaner hatte er einen schweren Stand gegen seine vormaligen Parteifreunde, die ihm das Regieren schwer machten und fast alle Vorlagen im Parlament blockierten. Eine der wenigen Maßnahmen des Gouverneurs, die er durchsetzen konnte, war die Gründung eines Arbeitsamtes (State Bureau of Labor Statistics). Bei den Gouverneurswahlen des Jahres 1884 unterlag Begole seinem republikanischen Gegner Russell Alexander Alger. Daher musste er am 1. Januar 1885 sein Amt aufgeben.
Nach dem Ende seiner Amtszeit zog sich Begole weitgehend aus der Politik zurück. Er setzte sich aber sehr für die Frauenrechtsbewegung ein und unterstützte deren Forderung nach dem Wahlrecht. Josiah Begole verstarb im Juni 1896. Er war mit Harriet A. Miles verheiratet, mit der er fünf Kinder hatte. Sein Sohn Josiah Begole war Vorstandsmitglied der Flint Wagon Works in Flint und der erste Präsident der Buick Motor Company.